# Timothy C. Plowman
Timothy Charles Plowman ( * 17 de noviembre de 1944 - 7 de enero de  1989 ) fue un biólogo y botánico estadounidense interesado en la etnobotánica tropical.
Su interés y amor por las plantas se fue cultivando mientras crecía en Harrisburg, Pensilvania. Su pasión por las plantas se convirtió en el punto focal más importante de su vida. Tim realiza sus estudios en la Universidad de Cornell. Sus estudios de grado en la Universidad de Harvard resultaron en una Maestría en 1970 y un Doctorado en 1974. Sus intereses de investigación en Harvard, bajo la guía de Richard Evans Schultes se concentraron en etnobotánica y en sistemática de Brunfelsia (familia Solanaceae), un grupo que le sirvió como base para su tesis doctoral.
Timothy se convirtió en una autoridad mundial en la etnobotánica de la coca y en la taxonomía del gran género Erythroxylum del cual la coca es derivada.
Publicó más de 60 artículos científicos, muchos de ellos sobre etnobotánica y etnofarmacología, y además sirvió como editor para varias revistas.
Trabajó intensamente en campo colectando en la Sudamérica tropical, América Central y el Caribe. Se unió a Museo Field de Historia Natural de Chicago en 1978, se convirtió en titular 1983 y fue nombrado curador en 1988. Además de llevar un activo programa científico, sirvió como editor científico de revista de investigación de museos, Fieldiana, por cuatro años. Como Presidente en el departamento botánico (1986 - 1988), obtuvo un incremento sustancial en el financiamiento de la Fundación Nacional de Ciencia, fundando un herbario y desarrollando un nuevo mecanismo en la conservación de las colecciones botánicas económicas. Dada su activa y entusiasta interacción con diversos estudiosos, fue capaz de promover un amplio gama de estudios interdisciplinarios sobre la arqueología, la etnobotánica, la química y la farmacología de la coca y otras plantas económicas.
Muere víctima del síndrome de la autoinmunodeficiencia adquirida, sida.
El Departamento Botánico de "The Field Museum" presentó el Premio de investigación latinoamericana Timothy C.Plowman para estudiantes y jóvenes profesionales con el fin de motivar las investigaciones principalmente en proyectos de sistemática o etnobotanica económica.
El libro El río, exploraciones y descubrimientos de en la selva amazónica de Wade Davis, está dedicado a la memoria de Timothy Plowman y Richard Evans Schultes.
- La abreviatura «Plowman» se emplea para indicar a Timothy C. Plowman como autoridad en la descripción y clasificación científica de los vegetales.[3]